# Sledovice
Sledovice je malá vesnice, část obce Vojkov v okrese Benešov. Nachází se asi 3 km na severovýchod od Vojkova. V roce 2009 zde bylo evidováno 27 adres. Sledovice leží v katastrálním území Minartice o výměře 3,2 km².

## Historie
První písemná zmínka o vesnici pochází z roku 1437.
Za druhé světové války se ves stala součástí vojenského cvičiště Zbraní SS Benešov a její obyvatelé se museli 1. dubna 1944 vystěhovat.

## Pamětihodnosti
- Kaple Panny Marie